# Gilbert H. Woodward

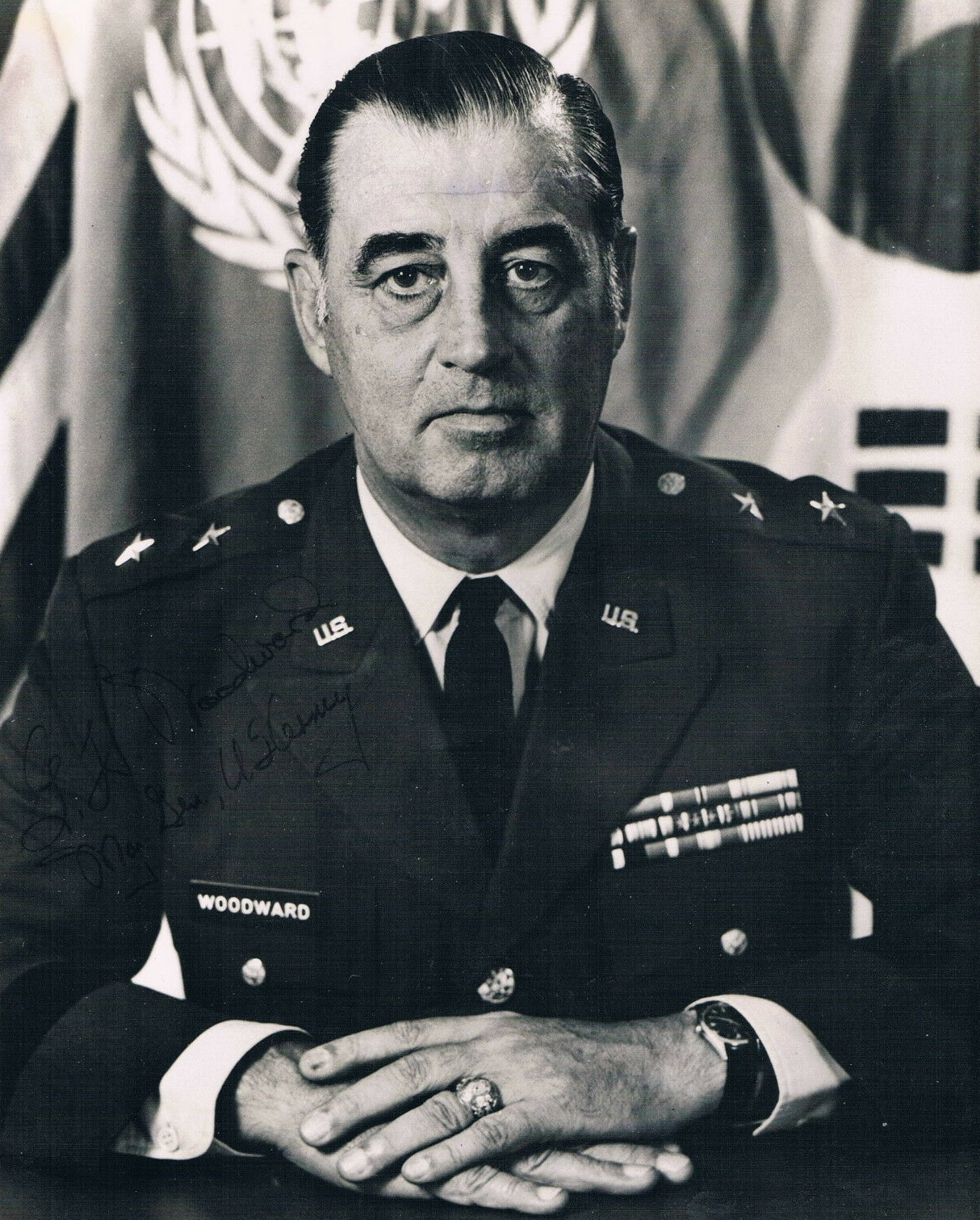
Gilbert Hume Woodward um 1970

Gilbert Hume Woodward (* 8. Juni 1917 in Suffolk, Virginia; † 17. Oktober 1973 in London, England) war ein Generalleutnant der United States Army. Er war unter anderem Kommandeur der 2. Infanteriedivision.
Gilbert Woodward war ein Sohn von Richard Lafayette Woodward Jr. (1888–1975) und dessen Frau Gladys Alida Delves (gestorben 1968). Er besuchte die öffentlichen Schulen seiner Heimat und danach die Columbian Preparatory School in Washington, D.C. In den Jahren 1936 bis 1940 durchlief er die United States Military Academy in West Point. Nach seiner Graduation wurde er als Leutnant der Kavallerie zugeteilt. In der Armee durchlief er anschließend alle Offiziersränge vom Leutnant bis zum Drei-Sterne-General.
Im Lauf seiner militärischen Karriere absolvierte Woodward verschiedene Kurse und Schulungen. Dazu gehörten unter anderem die Cavalry School, die United States Army Armor School, das Command and General Staff College, das Armed Forces Staff College und das National War College. Außerdem erhielt er akademische Grade von der University of Virginia und der Columbia University.
Während des Zweiten Weltkriegs war Woodward auf dem europäischen Kriegsschauplatz eingesetzt. Dabei gehörte er der 84. Infanteriedivision an in der er eine Sondereinheit (Special Troops) kommandierte. Im Laufe des Kriegs stieß er mit seiner und anderen Einheiten bis zur Tschechoslowakei vor, wo er für einige Zeit verblieb.
Nach seiner Rückkehr in die Vereinigten Staaten gehörte Woodward bis 1947 dem Stab des Kriegsministeriums an. In den folgenden Jahren war er unter anderem als Dozent an der Militärakademie in West Point tätig. Von 1951 bis 1953 war er Bataillonskommandeur bei der 2. Panzerdivision, die damals für einige Jahre in Deutschlands stationiert war. Danach gehörte er bis 1955 dem Stab der amerikanischen Militärverwaltung für Berlin an. In der Folge absolvierte er einige der oben angeführten Ausbildungskurse, außerdem hatte er mehrere Positionen als Generalstabsoffizier unter anderem im Pentagon und beim Supreme Headquarters Allied Powers Europe (SHAPE) inne. In den Jahren 1962 und 1963 war er wieder in Deutschland stationiert, wo er eine Brigade (Combat Command B) der 3. Panzerdivision kommandierte. Daran schloss sich eine Rückkehr nach Washington, D.C. an wo er unter anderem dem Stab des Chief of Staff of the Army und dann der Stabsabteilung J5 bei den Joint Chiefs of Staff angehörte. Zwischenzeitlich war er auch einer der Mitarbeiter von John J. McCloy der damals als Präsidentenberater tätig war. Danach war er für kurze Zeit als Stabsoffizier in der 2. Panzerdivision eingesetzt. Ab 1968 gehörte er der UNO-Kommission zur Überwachung des Waffenstillstandabkommens in Korea an. Von März 1969 bis September 1970 war er Stabsoffizier in der Abteilung G3 beim Heeresministerium in Washington, D.C.
Zwischen Oktober 1970 und Oktober 1971 kommandierte Gilbert Woodward als Nachfolger von Salve H. Matheson die in Südkorea stationierte 2. Infanteriedivision. Nachdem er sein Kommando an Jeffrey G. Smith übergeben hatte, wurde er erneut Mitglied im Stab der Joint Chiefs of Staff. Zwischen Mai 1972 und Januar 1973 war er im Vietnamkrieg eingesetzt, wo er im amerikanischen Hauptquartier (U.S. Military Assistance Command, Vietnam (MAC-V) die Aufgabe des Stabschefs wahrnahm. Danach war er amerikanischer Vertreter bei der Viermächtekonferenz in Paris zur Einleitung der Friedensverhandlungen im Vietnamkonflikt.
Im Juni 1973 wurde Woodward, inzwischen als Generalleutnant, zum Generalinspekteur der US-Armee ernannt. In dieser Eigenschaft brach er am 17. Oktober 1973 zu einem Flug nach Deutschland über London auf. Während des Flugs erlitt er einen Zusammenbruch. Er wurde nach der Landung in London in ein dortiges Krankenhaus eingeliefert, wo er wenig später verstarb. Er wurde auf dem Cedar Hill Cemetery in seiner Heimatstadt Suffolk beigesetzt.

## Orden und Auszeichnungen
Gilbert Woodward erhielt im Lauf seiner militärischen Laufbahn unter anderem folgende Auszeichnungen:
- Army Distinguished Service Medal
- Legion of Merit
- Bronze Star Medal
- Joint Service Commendation Medal
- American Defense Service Medal
- American Campaign Medal
- European-African-Middle Eastern Campaign Medal
- World War II Victory Medal
- Army of Occupation Medal
- National Defense Service Medal
- Armed Forces Expeditionary Medal
- Vietnam Service Medal
- Vietnam Campaign Medal
- Tschechoslowakisches Kriegskreuz 1939 (Tschechoslowakei)
- Order of National Security Merit, (Südkorea)
- National Order of Vietnam (Südkorea)